# Булка, Марцин
Ма́рцин Бу́лка (пол. Marcin Bułka; род. 4 октября 1999, Плоцк, Мазовецкое воеводство) — польский футболист, вратарь клуба «Неом» и сборной Польши.

## Карьера
Начинал карьеру в спортивных школах на родине, в том числе в варшавской академии «Барселоны». Весной 2016 проходил просмотр в основной команде, но в итоге остановил выбор на английском «Челси».
Летом 2019 года присоединился к «ПСЖ», подписав двухлетний контракт. Дебютировал во французской Лиге 1 30 августа в гостевом матче против «Меца», сохранив ворота в неприкосновенности.
Осенью 2020 года продлил контракт с «ПСЖ» до 2025 года и отправил в аренду в испанский клуб «Картахена».
Летом 2021 арендован клубом «Ницца». В следующем году приобретён клубом на постоянной основе.
Выступал за юношеские, молодёжные и главную сборные Польши.